# Terence Tao
Terence Chi-Shen Tao (Ausztrália, Adelaide, 1975. július 17. –) ausztrál-amerikai matematikus.

## Élete
Kínai szülőktől született Ausztráliában, ahol 1992-ig élt. 1992–1996 között a Princetoni Egyetemen tanult, ahol Elias M. Stein vezetésével szerzett PhD-t.
Harmonikus analízissel, parciális differenciálegyenletekkel, kombinatorikával, analitikus számelmélettel és reprezentációelmélettel foglalkozik.
1988-ban Nemzetközi Matematika Diákolimpián aranyérmet nyert, mindössze 13 évesen, ezzel a valaha volt legfiatalabb aranyérmes. Ezelőtt egy ezüst- és egy bronzérmet is szerzett, de ezek után egyetemre ment és nem indulhatott az olimpián. Az Abel-díj bizottságának egyik tagja.

## Munkássága
2004-ben Ben Greennel bebizonyította a számelmélet egy régi, nevezetes sejtését: a prímszámok sorozatában van tetszőlegesen hosszú számtani sorozat. Ez a Green–Tao-tétel.
2012-ben bebizonyította, hogy minden 1-nél nagyobb páratlan szám előáll legfeljebb öt prímszám összegeként. Ez a "gyenge" Goldbach-sejtés egy gyengített változata. Terence Tao ezért az eredményéért kapta meg a Svéd Királyi Tudományos Akadémia Crafoord-díját 2012-ben.

## Díjai, elismerései
- Salem-díj: 2000
- Clay Prize Fellowship: 2001–2003
- Bôcher-díj: 2002
- Fields-érem: 2006
- a Royal Society tagja: 2007
- a American Academy of Arts and Sciences tagja: 2009
- a Svéd Királyi Tudományos Akadémia Crafoord-díja: 2012[14][16]
- Royal-érem: 2014
- Matematikai Breakthrough-díj: 2015[17]

## Könyvei
- Terence Tao: Solving Mathematical Problems: A personal perspective, Deakin University Press, Geelong, Vic.: 1992, 85 pp ISBN 0-7300-1365-0 (első kiadás), Oxford University Press, Oxford, 2006, 150 pp ISBN 978-0-19-920560-8 (második kiadás)
- Terence Tao, Van H. Vu: Additive Combinatorics, Cambridge University Press, 530 pp. ISBN 0-521-85386-9